# Sirpa Ryhänen
Sirpa Maarit Ryhänen (* 27. November 1966 in Ilomantsi) ist eine ehemalige finnische Skilangläuferin.

## Werdegang
Ryhänen, die für den Ylikiimingin Nuijamiehet startete, lief ihr erstes Weltcupeinzelrennen im Januar 1987 in Canmore, das sie auf dem 12. Platz über 10 km klassisch beendete und erreichte damit ihre beste Einzelplatzierung im Weltcup. In der Saison 1991/92 wurde sie in Funäsdalen Dritte mit der Staffel und belegte bei ihrer einzigen Olympiateilnahme im Februar 1992 in Albertville den 36. Platz über 30 km Freistil und den 22. Rang über 15 km klassisch. Sie errang zum Saisonende den 43. Platz im Gesamtweltcup und erreichte damit ihr bestes Gesamtergebnis. Im folgenden Jahr kam sie bei den Nordischen Skiweltmeisterschaften in Falun auf den 49. Platz über 30 km Freistil. Ihr 20. und damit letztes Weltcupeinzelrennen absolvierte sie im Januar 1994 in Kawgolowo, das sie auf dem 25. Platz über 10 km klassisch beendete.

## Weltcup-Gesamtplatzierungen
| Saison  | Platz | Punkte |
| ------- | ----- | ------ |
| 1986/87 | 46.   | 04     |
| 1991/92 | 43.   | 03     |
| 1992/93 | 51.   | 12     |
| 1993/94 | 45.   | 16     |